# Trójai faló

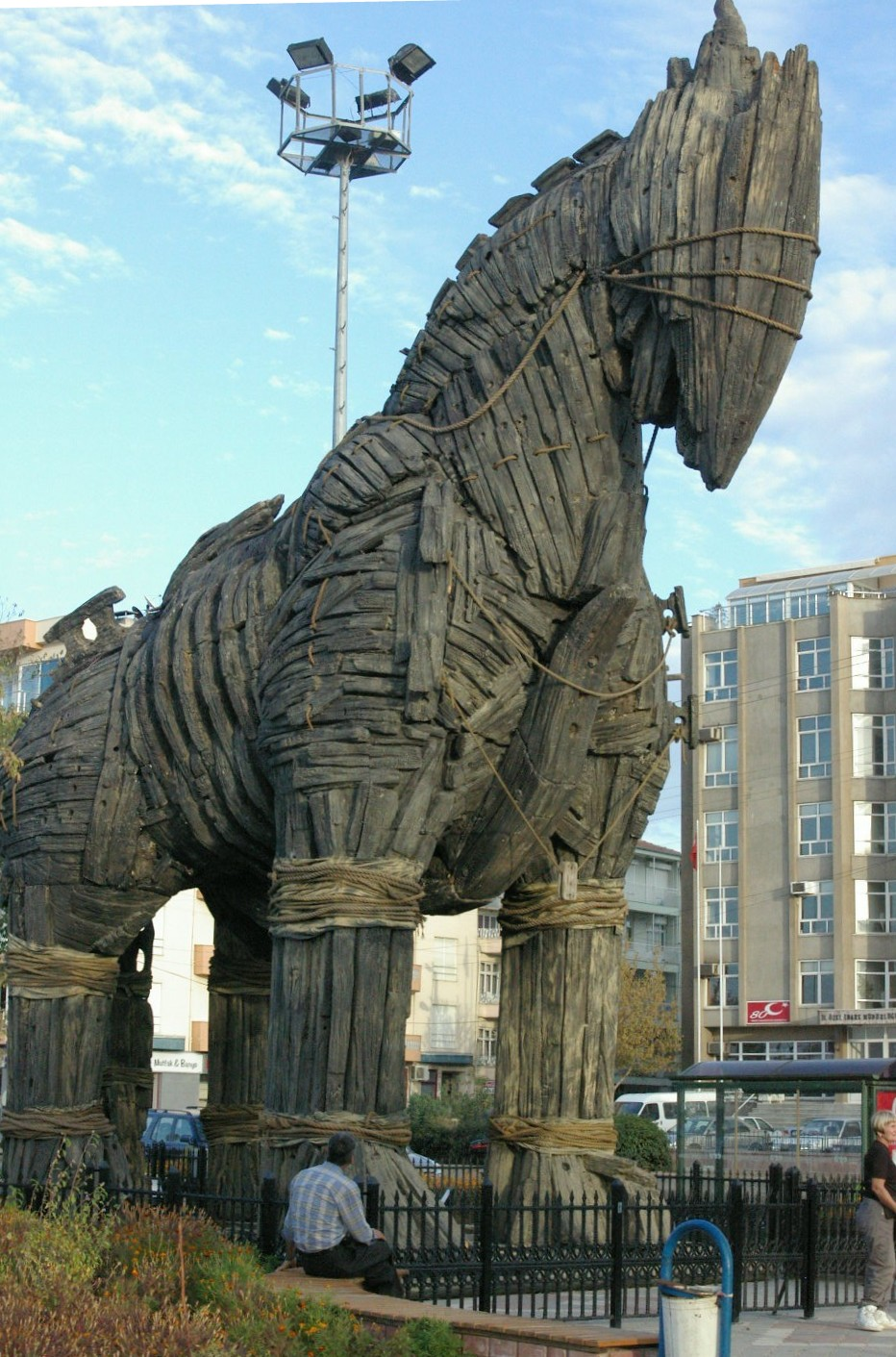
A Trója című film falova

A trójai faló megépítése a trójai háború fordulópontját jelentette. A háború akkor már tíz éve folyt az Agamemnón zászlaja alatt egyesült görög seregek és a trójaiak között. A háború oka az volt, hogy Parisz trójai királyfi elrabolta Menelaosz spártai király feleségét, Helenét, és vele a spártaiak kincseit is.
A háború tizedik évében Odüsszeusz, a görögök egyik legnagyobb hőse, és Ithaka királya, Pallasz Athéné, a bölcsesség és a hadicselek istennője sugallatára javasolta a faló megépítését. Belsejében görög katonákat rejtettek el, s ezután a görög seregek úgy tettek, mintha elvonulnának Trója alól. Valójában csak egy közeli szigetig hajóztak, ahol kikötöttek, és vártak a Trójában maradt görögök jelére.
A falovat Odüsszeusz tanácsára Pallasz Athéné istennőnek készítették, hogy cserébe jó szelet biztosítson a görögöknek a hazaútra. A trójaiak, miután látták elmenni a görög hajókat, előjöttek a várból, és ott találták a lovat. Ekkor Szinón, egy görög katona, akit Odüsszeusz előre betanított arra, hogy mit kell mondania, azt állította, hogy megszökött a görögöktől. Priamosz trójai király hitt Szinónnak, aki azt mesélte, a faló megvédi a várost.
A trójaiak be akarták vontatni a várba a lovat, ám Apollón isten papja, Laokoón tiltakozott, mert ő átlátott a cselen. Azonban Poszeidón tengeristen, aki maga is a görögök szövetségese volt, megölette két kígyóval Laokoónt és a fiait. A trójaiak ezt isteni jelnek tekintették, és bevontatták a városba a lovat.

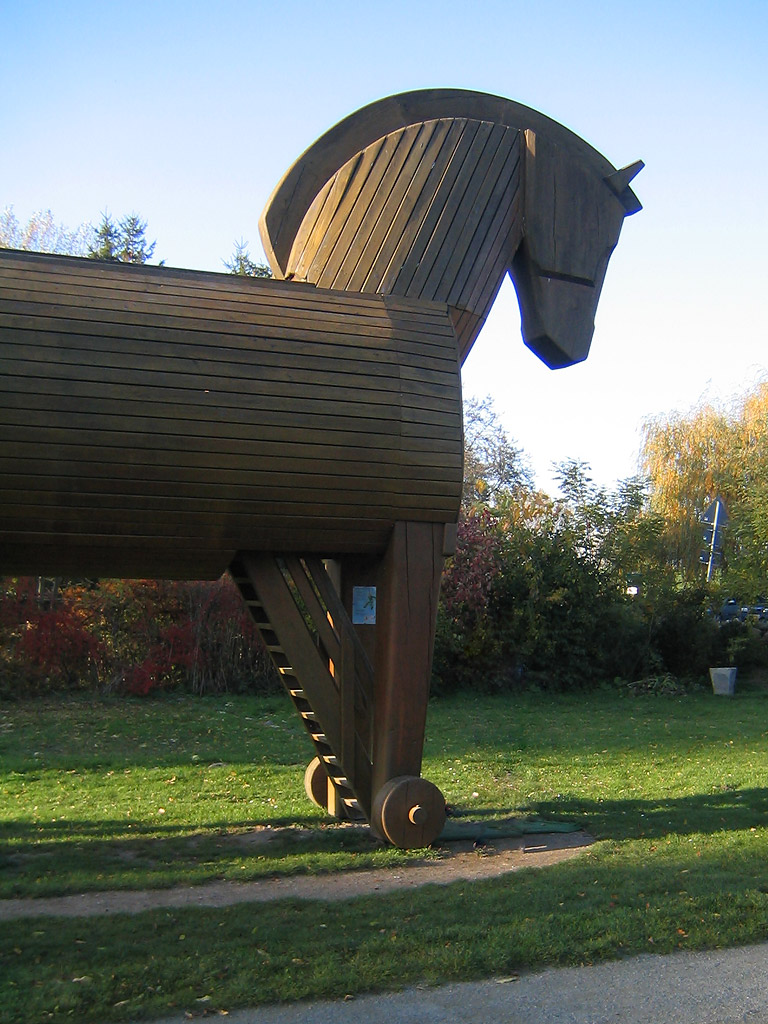
A faló a mecklenburgi Ankershagenban, ahol a törökországi Hisarlık-domb feltárója Heinrich Schliemann amatőr régész felnőtt

Este a trójaiak nagy ünnepséget rendeztek, majd miután minden trójai elaludt, az áruló  Szinón kiengedte a görögöket a falóból, ők pedig felgyújtották a várost, így jelezve a többi görögnek, hogy jöjjenek vissza. Azok hamar jöttek, és mindenkit megöltek.

## Magyarázat
Sokan vannak, akik a mondát igaznak tartják, mások úgy vélik, hogy csupán szimbolikus jelentőségű. Azonban abban, hogy mit szimbolizál, nem tudnak megegyezni a tudósok. Valaki szerint a faló egy ostromgépezet volt valójában, mások szerint ez azt jelenti, hogy a görögök egy olyan kapun át jutottak be Trójába, amire egy ló volt festve. Hasonló motívumok toposzként keringtek a korbeli világban. Kezdve III. Thotmesz egyik várostromán – amikor a hadsereg ajándéknak álcázott agyagkorsókban jutott be a várba – Ali Baba és a negyven rabló történetéig.